# Creu Escapçada (Sant Mateu de Bages)
La Creu Escapçada és una treu de Sant Mateu de Bages (Bages) situada a la carena de la serra de Castelltallat i marca el límit entre els termes històrics de Sant Mateu de Bages i Castelltallat.
És una creu de pedra col·locada l'any 2009 en record d'una anterior creu que hi havia en aquest indret i de la qual se n'ha conservat la memòria i el topònim: la creu escapçada. Actualment el lloc acull una petita zona de picnic habilitada pel PEIN de la serra de Castelltallat. La creu actual, obra de Joan Borrós Sala (actual propietari del mas proper de Vilalta) consisteix en un bloc de pedra de forma irregular que, a la cara davantera, té en alt relleu una creu, escapçada per l'asta esquerra, sobre un inici de columna amb capitell. A la part posterior té la següent inscripció: CREU ESCAPÇADA. ANY MMIX J Borrós Sala.